# Terence Fisher
Terence Fisher (23. februar 1904 – 18. juni 1980) er en engelsk filminstruktør kendt for en række klassiske horrorfilm, som han lavede for selskabet Hammer Films.
Fisher brød igennem med filmene The Curse of Frankenstein (1957) og Dracula (1958), som med deres blodige effekter og erotiske glød var en markant fornyelse for horrorgenren. Begge film havde Peter Cushing og Christopher Lee i hovedrollerne, blev internationale kæmpesucceser og startede filmhistoriens anden store bølge af horrorfilm.
Terence Fishers stil er ofte blevet sammenlignet med Alfred Hitchcock, og ligesom med denne var det de franske kritikere, der først gjorde opmærksom på auteur-kvaliteterne i Fishers film. Oprindeligt var de blevet sablet ned af de engelske filmanmeldere på en måde, som i dag kan være svær at forstå. 
Blandt Terence Fishers beundrere er instruktørerne Martin Scorsese og Tim Burton.

## Selektiv filmografi
- So Long at the Fair (1950)
- Stolen Face (1952)
- Spaceways (1953)
- The Curse of Frankenstein (1957)
- Dracula [amerikansk titel: Horror of Dracula] (1958)
- The Revenge of Frankenstein (1958)
- Baskervilles hund  (originaltitel: The Hound of the Baskervilles (1959)
- The Mummy (1959)
- The Stranglers of Bombay (1960)
- The Brides of Dracula (1960)
- The Two Faces of Dr. Jekyll (1960)
- Sword of Sherwood Forest (1960)
- The Curse of the Werewolf (1961)
- The Phantom of the Opera (1962)
- Sherlock Holmes und das Halsband des Todes (1962)
- The Gorgon (1964)
- Dracula: Prince of Darkness (1966)
- Frankenstein Created Woman (1967)
- The Devil Rides Out (1968)
- Frankenstein Must Be Destroyed (1969)
- Frankenstein and the Monster from Hell (1974)